# Jokkmokks flygbas
Jokkmokks flygbas eller Jokkmokks flygplats (IATA: -, ICAO: ESNJ) är en militär flygplats i höjd med polcirkeln.  Flygplatsen ligger längs med Riksväg 97 cirka 20 km sydost om Jokkmokk och cirka 20 km nordväst om Vuollerim i Norrbottens län.

## Bakgrund
Flygbasen byggdes under åren 1972 och 1975, och togs i bruk hösten 1975. År 1989 gjorde en större tillbyggnad av basen, då en ny drivmedelsanläggning för fordon, tvätthall, brandgarage och fordonsgarage uppfördes i anslutning till basen. Den 18 maj 2000 godkände luftfartsinspektionen flygbasen för civiltrafik.
Den består av fyra flygfält och ingick i det avvecklade flygbassystemet Bas 90 och gick under FV-kod (Flygvapnet kod) Fält 49. Jokkmokks flygbas var den största basen i Bas90 systemet. Jokkmokks flygbas används av Flygvapnet som övningsflygplats för stridsflyg-, transport- och helikopterförband. Flygbasen skall dessutom kunna utnyttjas som tillfällig bas vid beredskapshöjningar. Den 16  mars 2013 hölls den första flygövningen vid basen, då Norrbottens flygflottilj (F 21) övade vid sin krigsflygbas, med fokus på nationellt försvar.
Inom Jokkmokks flygbas område har Volvo personvagnar en anläggning med bl.a. verkstad och provbanor för biltestning.